# 嘎尼错
嘎尼错是一个位于中华人民共和国云南省香格里拉市的湖泊，靠近香格里拉市东部与四川稻城县的边界。湖岸海拔4936米。呈椭圆形，面积1.5平方公里。水源由山溪溪流来水补给。